# Scaligeria lipskii
Scaligeria lipskii är en flockblommig växtart som beskrevs av Jevgenij Korovin. Scaligeria lipskii ingår i släktet Scaligeria och familjen flockblommiga växter. Inga underarter finns listade i Catalogue of Life.